# Morzine
Morzine este o comună în departamentul Haute-Savoie din sud-estul Franței. În 2009 avea o populație de 2.930 de locuitori.

## Evoluția populației
| An        | 1975  | 1982  | 1990  | 1999  | 2006  | 2009  |
| --------- | ----- | ----- | ----- | ----- | ----- | ----- |
| Populație | 2.554 | 2.838 | 2.967 | 2.948 | 2.940 | 2.930 |